# 히가시 코유키
히가시 코유키(일본어: 東 小雪 히가시 고유키[*], 1985년 2월 1일~)는 일본의 LGBT 활동가이자 문필가, 공인심리사이다. 본명으로 활동 중이다. 2005년부터 2006년까지 아우라 마키(あうら真輝)라는 예명으로 다카라즈카 가극단 하나구미 소속 남역으로 활동했다. 퇴단 후 2010년 가을부터 LGBT 지원에 종사하며, 여성의 사는 방법. 자살 대책, 아동 학대 등의 사회 문제에 대해 강연, 연수, 집필 등 넓게 활동하고 있다.

## 약력
- 이시카와현 가나자와시 출신. 호쿠리쿠가쿠인 중학교ㆍ고등학교를 거쳐, 다카라즈카 음악학교에 입학하여, 2005년에 다카라즈카 가극단 91기생으로 입단. 같은 해 3월 25일, 하나구미 공연 「마라케시 붉은 묘표／엔터 더 레뷰」로 초무대. 후에 노노 스미카 등 8명과 함께 하나구미에 배속되지만, 조 배속 후 1번째 작품인 「낙양의 팔레르모」를 공연 시작부터 2주간 (12월 8일까지) 병으로 인해 휴연. 무대에 복귀하지 못한 채, 이듬해 2006년 5월 11일 「팬텀」 집합일을 기해 가극단을 퇴단하고, 예능 활동을 휴지.
- 2010년 가을, 본명인 히가시 코유키로써 LGBT 지원활동을 시작. 레즈비언이라는 것과, 다카라즈카 가극단의 아우라 마키(あうら真輝)로써의 경력도 동시에 공표했다
- 2014년 1월, 《두 엄마가, 너희에게 (ふたりのママから、きみたちへ)》 (마스하라 히로코와 공동저작), 《레즈비언적 결혼 생활 (レズビアン的結婚生活)》 (마스하라 히로코, 만화가 스기야마 에미코와 공동저작)을 발표. 같은 해 6월, 개인저작 《없던 일로 하고 싶지 않은 친아버지로부터 성학대를 당한 나의 고백 (なかったことにしたくない 実父から性虐待を受けた私の告白)》을 발표하며, 집필 활동을 본격적으로 시작. 현재 집필 이외에 LGBT와 성학대 관련 TV 프로그램 출연 및 강연 활동 등을 하고 있다.
- 2020년 5월, 포토 저널리스트 야스다 나쓰키와 함께 유튜브 「生きづらいあなたへ」를 시작
- 2020년 9월, 다카라즈카 음악학교 내의 폭력, 괴롭힘 문제에 대해 문제 제기

## 도쿄 디즈니 랜드에서 동성결혼식
2012년 3월, 도쿄 디즈니 랜드가 파크 내의 신데렐라 성을 일반 손님의 결혼식 용으로 개방하는 "디즈니 로얄 드림 웨딩"의 기획을 발표했다. 이 때, 히가시와 마스하라가 동성 커플이라도 결혼식이 가능한지 도쿄 디즈니 리조트에 문의했는데, 동성끼리의 이용은 문제 없다고 하였지만, "일반 고객에 대한 영향"을 이유로 어느 한쪽이 턱시도 (남성용 의상)을 입어야 한다고 회답이 왔다.
이것을 히가시가 트위터에 올리자, 오리엔탈 랜드의 대응에 비판적인 반향이 퍼졌다. 그 후, 도쿄 디즈니 리조트는 미국의 월트 디즈니 컴퍼니에 물어본 후, 히가시에게 앞서서 보낸 답을 철회하고, "동성 커플에 의한 동성 결혼식이 가능하다"고 전하고, 이것은 특례가 아니라 모든 동성 커플에 의한 결혼식을 도쿄 디즈니 랜드에서도 인정하는 것을 공식적으로 발표했다.
이 발표로 인해, 동성애자로부터 "역시 디즈니는 꿈을 이루어준다"고 기쁨의 소리를 내비쳤고, 히가시와 파트너도 훗날 감사의 뜻을 전하기 위해 도쿄 디즈니 랜드를 방문했다. 이 사거든 "(LGBT)커뮤니티에 있어서, 2012년을 대표하는 큰 움직임의 하나가 되었다"고 하여, 히가시와 파트너는 같은 해, LGBT 문화ㆍ커뮤니티 발전에 공헌한 인물ㆍ단체를 표창하는 「Tokyo SuperStar Awards」의 커뮤니티상을 수상했다.
다음 해인 2013년 3월 1일, 히가시와 파트너는 도쿄 디즈니 씨에서 식을 올려, 도쿄 디즈니 리조트에서 동성 결혼식을 한 최초의 커플이 되었다.

## 시부야구 "파트너십 증명서"
2015년 4월 1일에 시행된 "시부야구 성평등 및 다양성을 존중하는 사회를 추진하는 조례"에 따라 발행되는 "파트너십 증명서" 신청을 같은 해 10월 28일 8시 30분에 신고를 하였다. 11월 5일, 제 1호 증명서를 받게 되었다. 2017년 12월 25일, 파트너와 헤어짐에 따라, 시부야구에 증명서를 반환했다.

## 저작
- 두 엄마가, 너희에게 (ふたりのママから、きみたちへ) (2014년 1월 17일, 이스트 프레스) - 히가시 코유키＋마스하라 히로코(増原裕子) 공저 ISBN 978-4-7816-9062-9
- 레즈비언적 결혼 생활 (レズビアン的結婚生活) (2014월 1월 17일, 이스트 프레스) - 히가시 코유키＋마스하라 히로코 공저, 스기야마 에이코(すぎやまえみこ) 일러스트 ※만화책 ISBN 978-4-7816-1107-5
- 없던 일로 하고 싶지 않은 친아버지로부터 성학대를 당한 나의 고백 (なかったことにしたくない 実父から性虐待を受けた私の告白) (2014년 6월 3일, 코단샤) ISBN 978-4-06-218832-6
- 동성결혼의 리얼 (同性婚のリアル) (2016년 2월 1일, 포프라신서) - 히가시 코유키＋마스하라 히로코 공저
- 여자끼리 아이를 낳기로 했습니다 (女どうしで子どもを産むことにしました) (2016년 4월 21일, 메디어 팩토리) - 히가시 코유키＋마스하라 히로코 공저, 스기야마 에미코 일러스트 ※만화책